# Péndulo balístico

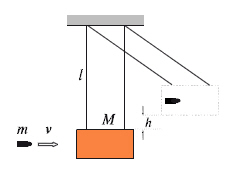
Péndulo balístico.

El péndulo balístico es un dispositivo que permite determinar la velocidad de un proyectil.
Este péndulo está constituido por un bloque grande de madera, de masa M, suspendido mediante dos hilos verticales, como se ilustra en la figura. El proyectil, de masa m, cuya velocidad v se quiere determinar, se dispara horizontalmente de modo que choque y quede incrustado en el bloque de madera. Si el tiempo que emplea el proyectil en quedar detenido en el interior del bloque de madera es pequeño en comparación con el período de oscilación del péndulo (bastará con que los hilos de suspensión sean suficientemente largos), los hilos de suspensión permanecerán casi verticales durante la colisión. Supongamos que el centro de masa del bloque asciende a una altura h después de la colisión. Entonces, conocidos las masas del proyectil y del bloque y el ascenso de este después del choque, la velocidad del proyectil viene dada por 

(1){\displaystyle v=\left(1+{\frac {M}{m}}\right){\sqrt {2gh}}}

## Fundamento físico
Durante la colisión o choque se conserva la cantidad de movimiento del sistema, de modo que podemos escribir:

(2){\displaystyle mv=(m+M)V\,}

Después de la colisión, en el supuesto de que ángulo máximo de desviación del péndulo no supere los 90°, el principio de conservación de la energía nos permite escribir:

(3){\displaystyle {\frac {1}{2}}(M+m)V^{2}=(M+m)gh}

Resolviendo el sistema de ecuaciones (2) y (3) con respecto a v, obtenemos fácilmente el resultado expresado en (1).

## Véase también

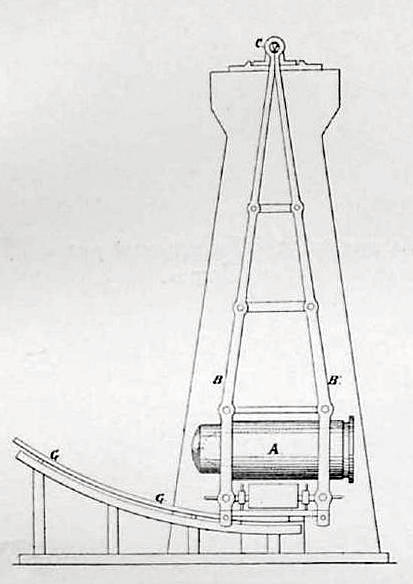
Péndulo balístico (1911)